# پیلار لوپس د آیالا
پیلار لوپس دِ آیالا (اسپانیایی: Pilar López de Ayala‎؛ زادهٔ ۱۸ سپتامبر ۱۹۷۸) بازیگر اهل اسپانیا است. وی از طریق دیگو کلمبوس، از نوادگان کریستف کلمب است.
او در سال ۲۰۰۱ میلادی بابت هنرنمایی‌اش در نقش خوآنای یکم در فیلم عشق دیوانه‌وار، برندهٔ جایزه گویای بهترین بازیگر نقش اول زن شد.
از فیلم‌ها یا سریال‌های تلویزیونی که وی در آن نقش داشته است، می‌توان به بیمارستان مرکزی، پس از کلاس، ۱۳ گل رز، پل سن لوئیس ری، اوبابا، عشق دیوانه‌وار و در شهر سیلویا اشاره کرد.